# Лавровка (Марий Эл)
Лавровка (мар. Лавырасола) — деревня в Медведевском районе Республики Марий Эл. Входит в состав Руэмского сельского поселения.

## География
Находится на расстоянии приблизительно 8 км по прямой на юго-запад от районного центра посёлка Медведево.

## История
Деревня образована была в 1925 году как хутор. В 1941 году здесь было 12 хозяйств. В советское время работал колхоз «Красный флаг».

## Население
Население составляло 8 человек (русские 37 %) в 2002 году, 21 в 2010.